# Tulbaghia simmleri
Tulbaghia simmleri es una especie de planta perteneciente a la familia de las amarilidáceas. Es originaria de Sudáfrica donde se distribuye por la Provincia del Cabo.

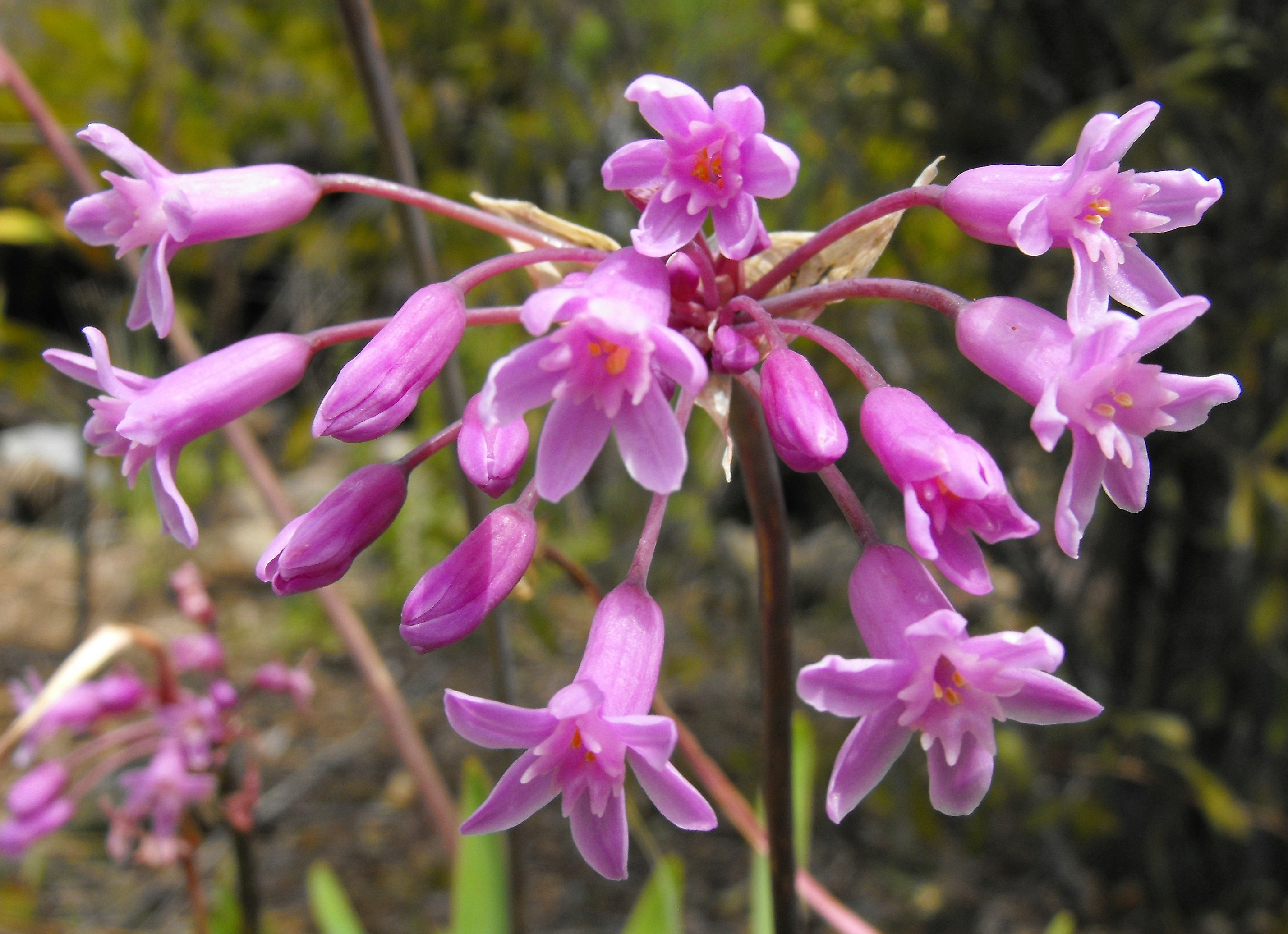
Con flores de color lila

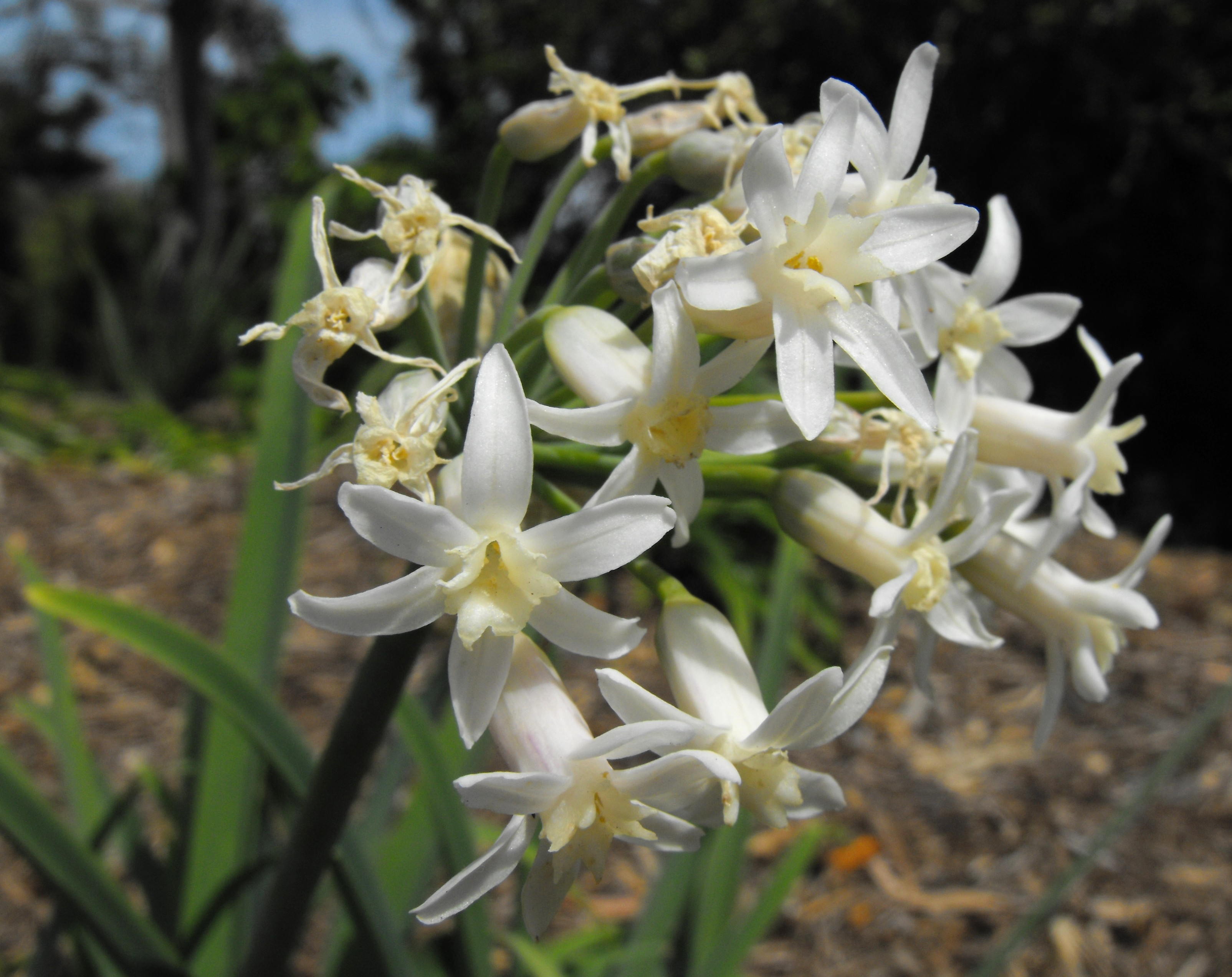
Flores blancas

## Descripción
Es una planta perenne, herbácea, que alcanza un tamaño de hasta 0.4 m de altura. Es una de las especies más llamativas del género con hojas en forma de cintas. Se encuentra en las mismas áreas silvestres que Clivia miniata. Tiene un dulce olor y las hojas se ven un poco como las de Agapanthus. Por lo general, tiene flores lilas, pero existe una forma blanca, al igual que una rosa con una corona blanca.  Se encuentra a una altitud de hasta  960 - 1120 m en Sudáfrica.

## Taxonomía
Tulbaghia simmleri fue descrita por Gustave Beauverd y publicado en Bulletin de l'Herbier Boissier, sér. 2 8: 988. 1908.
Etimología
Tulbaghia: nombre genérico que fue nombrado en honor de Ryk Tulbagh (1699-1771), que fue gobernador en el Cabo Buena Esperanza.
simmleri: epíteto
Sinonimia
- Tulbaghia daviesii Grey
- Tulbaghia fragrans Verd.
- Tulbaghia pulchella E.Barnes[5][6]